# مصاصي الدماء (فلم)
مصاصي الدماء هو فيلم إنتاج عام 2005.

## قصة
في عام 2210 تصل البشرية لتطور تقني رهيب فيخرجون إلى الفضاء الواسع، وهناك يكتشفون أنواعا عديدة من مصاصي الدماء، بعضهم يتغذى على البشر، والبعض الآخر يتغذى على كائنات أخرى وأشياء أخرى. ويقوم فريق متخصص يسمى «في سان» مكون من مجموعة من نوع محدد من مصاصي الدماء على التخلص من مصاصي الدماء الذين يتغذون على البشر لإفساح مجال ومكان للبشر ليعيشوا فيه بسلام دون خوف من مصاصي الدماء. خلال مهمة الفريق يتلقى الفريق بقيادة كابتن تشرشل، نداء استغاثة من قاعدة الأرض بوقوع هجوم مفاجئ من نوع شرس وخطير من مصاصي الدماء على بعض أعضاء الفريق. وبينما يحاول الفريق إنقاذ أعضائه، سرعان ما يتم اكتشاف خائن ما بينهم يقوم بإعطاء موقعهم لمصاصي الدماء الخطرين، والذين لن يرضوا إلا بإفناء الجنس البشري والسيطرة على الكون وحدهم

## وصلات خارجية
- مصاصي الدماء على موقع IMDb (الإنجليزية)
- مصاصي الدماء على موقع روتن توميتوز (الإنجليزية)
- مصاصي الدماء على موقع نتفليكس (الإنجليزية)
- مصاصي الدماء على موقع ألو سيني (الفرنسية)
- مصاصي الدماء على موقع قاعدة بيانات الفيلم (الإنجليزية)
- مصاصي الدماء على موقع ليتربوكسد (الإنجليزية)
- مصاصي الدماء على موقع كينوبويسك (الروسية)

1. ↑  "معلومات عن مصاصي الدماء (فيلم) على موقع themoviedb.org". themoviedb.org. مؤرشف من الأصل في 2022-06-10.
2. ↑  "معلومات عن مصاصي الدماء (فيلم) على موقع imdb.com". imdb.com. مؤرشف من الأصل في 2022-08-04.
3. ↑  "معلومات عن مصاصي الدماء (فيلم) على موقع csfd.cz". csfd.cz. مؤرشف من الأصل في 2021-08-30.